# Suriyan Sor Rungvisai
Suriyan Sor Rungvisai właśc. Suriyan Kaiganha (ur. 2 marca 1989 w Nakhon Ratchasima) – tajski bokser, były zawodowy mistrz świata wagi junior koguciej (do 115 funtów) organizacji WBC.
Karierę zawodową rozpoczął 31 lipca 2006. Do lipca 2010 stoczył 18 walk, z których wygrał 14 (3 przegrał i 1 zremisował). W tym okresie zdobył tytuły WBO Asia Pacific Youth i WBC Asian Boxing Council w wadze muszej.
8 sierpnia 2010 stanął przed szansą zdobycia tytułu mistrza świata organizacji WBC w wadze muszej w pojedynku z utytułowanym rodakiem Pongsaklekiem Wonjongkamem. Po wyrównanym pojedynku przegrał jednogłośnie na punkty.
Po czterech wygranych kolejnych walkach i zdobyciu ponownie tytułu WBC Asian Boxing Council otrzymał możliwość walki o tytuł mistrza świata WBC w kategorii junior koguciej. 19 sierpnia 2011 w Muang (Tajlandia) pokonał jednogłośnie na punkty Meksykanina Tomása Rojasa i został nowym mistrzem świata. W pierwszej obronie tytułu, 4 listopada, zwyciężył jednogłośnie na punkty dwukrotnego byłego mistrza WBA Japończyka Nobuo Nashiro.
Do kolejnej obrony doszło 27 marca 2012 w Tokio z Japończykiem Yotą Sato. Po zaciętym pojedynku przegrał jednogłośnie na punkty i utracił mistrzowski pas. 